# Accacladocoelium nigroflavum
Accacladocoelium nigroflavum är en plattmaskart. Accacladocoelium nigroflavum ingår i släktet Accacladocoelium och familjen Accacoeliidae. Inga underarter finns listade i Catalogue of Life.